# Zierzow
Zierzow é um município da Alemanha, situado no distrito de Ludwigslust-Parchim, no estado de Mecklemburgo-Pomerânia Ocidental. Tem 13,32 km² de área, e sua população em 2019 foi estimada em 348 habitantes.